# Adinandra lasiostyla
Adinandra lasiostyla är en tvåhjärtbladig växtart som beskrevs av Bunzo Hayata. Adinandra lasiostyla ingår i släktet Adinandra och familjen Pentaphylacaceae. Inga underarter finns listade i Catalogue of Life.